# Tadeusz Leonard Geras
Tadeusz Leonard Geras (ur. 6 listopada 1895 w Kalwarii Zebrzydowskiej, zm. 19 marca 1971 w Koninie) – polski wojskowy, żołnierz Legionów Polskich, powstaniec wielkopolski, kapitan administracji Wojska Polskiego.

## Życiorys
Urodził się 6 listopada 1895 w Kalwarii Zebrzydowskiej, w rodzinie Grzegorza i Julii ze Stępkowskich . Od dzieciństwa angażował się w działalność niepodległościową, należąc do Związku Walki Czynnej i pełniąc funkcję komendanta Związku Strzeleckiego w obwodzie kalwaryjsko-lanckorońskim. Uczył się w c. i k. Gimnazjum Wyższym w Wadowicach. W roku 1914 porzucił studia prawnicze na Uniwersytecie Jagiellońskim by w stopniu dowódcy plutonu wstąpić do Legionów Polskich. Podczas walk na froncie ranny. W 1916 otrzymał awans na sierżanta, od tego czasu pełnił też funkcję instruktora kampanii karabinów maszynowych. W 1915 roku ukończył kurs podchorążych na Węgrzech. W 1916 roku mianowany na sierżanta oraz szefa kompanii i instruktora w kompanii karabinów maszynowych. W 1917 roku oddelegowany został do prac werbunkowych na rzecz Polskiej Organizacji Wojskowej (działał m.in. w Słupcy). W 1918 roku ukończył, jako aspirant, Szkołę Oficerską w Bolechowie.
16 lutego 1918, podczas przebijania się oddziałów II Brygady przez front pod Rarańczą, dostał się wraz z tylną strażą pułku do niewoli austriackiej. Osadzony w obozie Bustyhaza, potem w Talaborfalva na Węgrzech. Za bunt przeciwko Austro-Węgrom skazany został na karę śmierci, ostatecznie zmienioną na zesłanie na front włoski – skąd zbiegł w przebraniu palacza. Wkrótce przedostał się do Krakowa, gdzie brał udział w zdobywaniu austriackich koszar.
Od 2 grudnia 1918 roku walczył w powstaniu wielkopolskim, w bojach pod Skalmierzycami, Boczkowem, Ostrowem i Krotoszynem. Razem z Władysławem Wawrzyniakiem organizował batalion pograniczny w Szczypiornie, w którym dowodził kompanią karabinów maszynowych .
3 maja 1922 roku został zweryfikowany w stopniu porucznika ze starszeństwem z dniem 1 czerwca 1919 roku i 850. lokatą w korpusie oficerów piechoty, a jego oddziałem macierzystym był 2 pułk piechoty Legionów. Do października 1919 był oficerem ewidencyjnym w Powiatowej Komisji Uzupełnień w Kaliszu, potem od października 1919 do grudnia 1920 oficer ewidencyjny w PKU Wadowice. Od grudnia 1920 do 1922 oficer ewidencyjny w PKU w Piotrkowie Trybunalskim.  Do lata 1927 roku pełnił służbę w Powiatowej Komendzie Uzupełnień Nowy Targ na stanowisku referenta, a od lutego 1926 roku – kierownika II referatu poboru. W tym okresie pozostawał oficerem nadetatowym 75 pułku piechoty w Królewskiej Hucie.
W lipcu 1927 roku został przeniesiony do nowo powstałej PKU Żywiec na stanowisko kierownika II referatu. We wrześniu 1930 roku został przydzielony do nowo powstałej PKU Lublin Miasto na stanowisko kierownika II referatu. W czerwcu 1934 roku został przydzielony do PKU Konin na stanowisko II referenta, która 1 września 1938 roku została przemianowana na Komendę Rejonu Uzupełnień Konin. Od lutego 1939 roku pracował w Departamencie Uzupełnień Ministerstwa Spraw Wojskowych w Warszawie. 
Zawarł związek małżeński z Janiną Ganowicz, współzałożycielką konińskiego PTK, z którą miał syna.
W sierpniu 1939 roku powrócił do Konina, a 5 września z personelem PKU, został ewakuowany do Warszawy. W czasie kampanii wrześniowej walczył w obronie Warszawy. Pełnił funkcję adiutanta Załogi Cytadeli. W związku z kapitulacją stolicy 28 września1939 roku dostał się do niewoli niemieckiej. Resztę okupacji spędził w Oflagu XIB Braunschweig i IIC Woldenberg. Po zajęciu obozu jenieckiego przez Armię Czerwoną dwukrotnie próbował powrócić do czynnej służby wojskowej, jednak bezskutecznie. Do przejścia na emeryturę w 1960 roku pracował jako urzędnik w Polskich Zakładach Zbożowych, a później w Spółdzielni Stolarskiej w Koninie.
Zmarł 19 marca 1971 roku. Pochowany na konińskim cmentarzu przy ulicy Kolskiej.

## Odznaczenia
- Krzyż Niepodległości (22 grudnia 1931)[15],
- Krzyż Kawalerski Orderu Odrodzenia Polski,
- Krzyż Walecznych,
- Srebrny Krzyż Zasługi,
- Wielkopolski Krzyż Powstańczy (6 grudnia 1957)[3] ,
- Odznaka Grunwaldzka.